# Burgess-Wasserabspaltung

Strukturformel des Burgess-Reagenzes

Die Burgess-Wasserabspaltung ist eine Namensreaktion in der Organischen Chemie, welche 1970 erstmals von Edward M. Burgess (1934–2018) und seinen Mitarbeitern beschrieben wurde. Bei der Reaktion handelt es sich um eine Dehydratisierung von sekundären und tertiären Alkoholen mit Hilfe des Burgess-Reagenzes, um die entsprechenden Olefine gezielt zu synthetisieren.

## Übersichtsreaktion
Bei der Burgess-Wasserabspaltung wird ein sekundärer oder tertiärer Alkohol 1 mit dem Burgess-Reagenz und über eine syn-Eliminierung zu dem entsprechenden Alken 2 umgesetzt.
Die Reaktion bietet den Vorteil, gegenüber der Dehydratisierung, dass sie unter milden Bedingungen stattfindet. Dazu zählen niedrige Temperaturen und ein neutrales Medium. Somit können auch mit säureempfindlichen Substraten, welche anfällig sind weiter zu reagieren, nahezu quantitative Ausbeuten erzielt werden. Die Eliminierung ist syn-selektiv, wobei diese Selektivität  bei sekundären Alkoholen höher ist. Tertiäre Alkohole tendieren hingegen dazu, schneller und unter milderen Bedingungen zu reagieren.

## Reaktionsmechanismus
Die Zugabe des Burgess-Reagenzes zu dem Alkohol führt im vorgeschlagenen Reaktionsmechanismus zunächst zur Bildung eines Sulfamateesters. Dieser reagiert bei Erwärmung in einer stereospezifischen intramolekulare syn-Eliminierung zu dem Alken als Reaktionsprodukt, wobei als Koppelprodukt Triethylammoniumsulfonylcarbamat entsteht.

## Atomökonomie
Bei der Burgess-Wasserabspaltung fällt Triethylammoniumsulfonylcarbamat  in stöchiometrischer Menge als Abfallstoff an, wodurch die Atomeffizienz als verhältnismäßig schlecht einzustufen ist.

## Modifikation
Das Burgess-Reagenz lässt sich auch mit vielen anderen funktionellen Gruppen umsetzen, wozu auch Epoxide, Alkene, Alkine, Aldehyde, Ketone, Acetale, Amide und Ester gehören. Somit ist eine effiziente Wasserabspaltung von hochfunktionellen Molekülen möglich.
In der zweiten Hälfte der 1980er-Jahre wurde das Burgess-Reagenz auch für die Wasserabspaltung primär Amide und Oxime zu den entsprechenden Nitrilen bei Raumtemperatur genutzt. Andere Verbindungen können auch mit dem Burgess-Reagenz dehydriert werden, wie zum Beispiel Formamide, welche Isonitrile ergeben, Harnstoff, welches zu Carbodiimiden umgewandelt wird und primäre Nitroalkane, welche zu Nitriloxiden reagieren.
Primäre Alkohole reagieren mit dem Burgess-Reagenz zu den korrespondierenden Carbamaten, welche durch die anschließende Hydrolyse wiederum zu primären Aminen reagieren.

## Anwendung
Die Reaktion dient unter anderem der Herstellung von Antibiotika. Beispielsweise spielt die Burgess-Wasserabspaltung auch bei der Herstellung des Antibiotikums Herbicidin B eine Rolle. Hier wird zunächst ein sekundärer Alkohol gebildet, welcher mit Hilfe des Burgess-Reagenzes weiter reagiert, so dass ein Enon entsteht. Dieses Enon reagiert in einem letzten Schritt weiter zum Herbicidin B.